# Eloy Ureta
Eloy Gaspar Ureta Montehermoso (Chiclayo, 12 de diciembre de 1892-Madrid, 10 de octubre de 1965) fue un militar y político peruano. Su primer "Bautismo de fuego" se dio durante la Revolución de Trujillo de 1932 en la que fue comandante del 1 Regimiento Militar, posteriormente Ejerció como comandante en jefe del Agrupamiento del Norte durante la guerra peruano-ecuatoriana de 1941, por la que alcanzó el rango honorífico de Gran Mariscal del Perú. Además, fue candidato a la Presidencia en las elecciones generales de 1945 en las que obtuvo el segundo lugar.
Es considerado Patrono del Arma de Blindados del Ejército del Perú.

## Biografía
Hijo de capitán de fragata de la Armada Peruana Gaspar Ureta Ramírez y de Mercedes Montehermoso. Hizo estudios primarios en el Colegio San José de Chiclayo y secundarios en el Colegio Seminario San Carlos y San Marcelo de Trujillo. 
En 1908 ingresó a la Escuela de Clases del Ejército del Perú y en 1909 ingresa como Cadete a la División Superior de la Escuela Militar de Chorrillos, de donde egresó en 1913 con el grado de alférez del arma de artillería. Tras efectuar estudios en la Escuela Superior de Guerra fue destinado a hacer estudios avanzados en Turín - Italia, en las escuelas de Civitavecchia y Bracciano, y luego en Francia, en las escuelas de oficiales de Versalles y Couetquidon y en la de artillería avanzada de Mailly. 
En 1918 obtuvo el grado de capitán, en 1936 el de coronel y en 1941, al estallar el conflicto armado con Ecuador, el de General de Brigada. 
Al inicio de la campaña militar del norte de 1941, con el grado de general de brigada EP, comandó el "Agrupamiento del Norte", un cuerpo de ejército compuesto de dos divisiones ligeras reforzadas con una compañía de transmisiones, 12 blindados, un grupo de artillería, 2 regimientos de caballería, un batallón de infantería, etc. Durante la ofensiva que dirigió sobre territorio ecuatoriano, el 30 de julio de 1941 dispuso un ataque de infantería con apoyo de blindados sobre la ciudad de Arenillas, primer uso del arma blindada en el ejército del Perú. Estuvo luego al frente de la III División Sur y fue director de la Escuela de Guerra.
Fue luego vicepresidente del Consejo Superior del Ejército, prefecto de los departamentos de Lambayeque y Arequipa e inspector general del Ejército. 
El 1941 fue ascendido al grado de General de División. El 10 de enero de 1946, a iniciativa del partido Aprista y con adhesión del Frente Democrático Nacional el Congreso de la República del Perú le confirió el grado militar honorífico de gran mariscal del Perú, por sus servicios en la campaña militar de 1941, a través de una ley que fue promulgada el 18 de enero de 1946 por el Gobierno. Ureta sería el último Oficial General en alcanzar esa distinción en la historia militar del Perú. y que fuera otorgada antes a Riva-Aguero, Castilla, Caceres y Benavides. 
El 28 de mayo de 1946 en ceremonia especial, con parada y desfile militar de honor, realizada en el Campo de Marte, el presidente de la República Dr. Jose Luis Bustamante y Rivero entregó al General de División EP Eloy G. Ureta el bastón de Gran Mariscal del Perú.
En 1944 pasó a la situación de retiro.
Fue candidato presidencial de la Unión Revolucionaria en las elecciones generales del Perú de 1945 en las que obtuvo el segundo lugar con 33% de los votos. 
En 1949, en reemplazo de Raúl Porras Barrenechea, el gobierno militar de Manuel A. Odría lo designó embajador en España, cargo que ocupó hasta 1955, año en que se retiró de toda actividad pública por motivos de salud.
Falleció en Madrid, España el 10 de octubre de 1965 a los 72 años. Sus restos fueron repatriados a su país y fue enterrado en el Cementerio Presbítero Matías Maestro de Lima en un mausoleo diseñado por el escultor Antonio Ocaña.
Estaba casado con Consuelo Ureta, con quien tuvo tres hijos: Eloy, José Luis y Mercedes Ureta y Ureta.
Calles y la CXVIII Promoción de Oficiales egresada el 16 de diciembre de 2011 de la E.M.CH. llevan su nombre.

## Condecoraciones
- Gran Cruz de la Orden Militar de Ayacucho, Perú (por acción distinguida)
- Gran Cruz de la Orden del Sol, Perú
- Comendador de la Orden de la Gloria (Nicham Iftikhar), Túnez
- Comendador de la Legión de Mérito, Estados Unidos
- Comendador de la Orden del Mérito Militar, Cuba
- Comendador de la Orden de Mérito Militar, Chile.
- Comendador de la Orden de la Legión de Honor, Francia
- Gran Cruz de la Orden del Libertador, Argentina
- Primera Clase de la Gran Cruz Peruana de Aviación
- Gran Cruz de la Orden al Mérito por Servicios Distinguidos